# Heimatmuseum Leer
Das Heimatmuseum Leer befasst sich mit dem Wohnen und Arbeiten in Leer und der Geschichte der Stadt.

## Geschichte

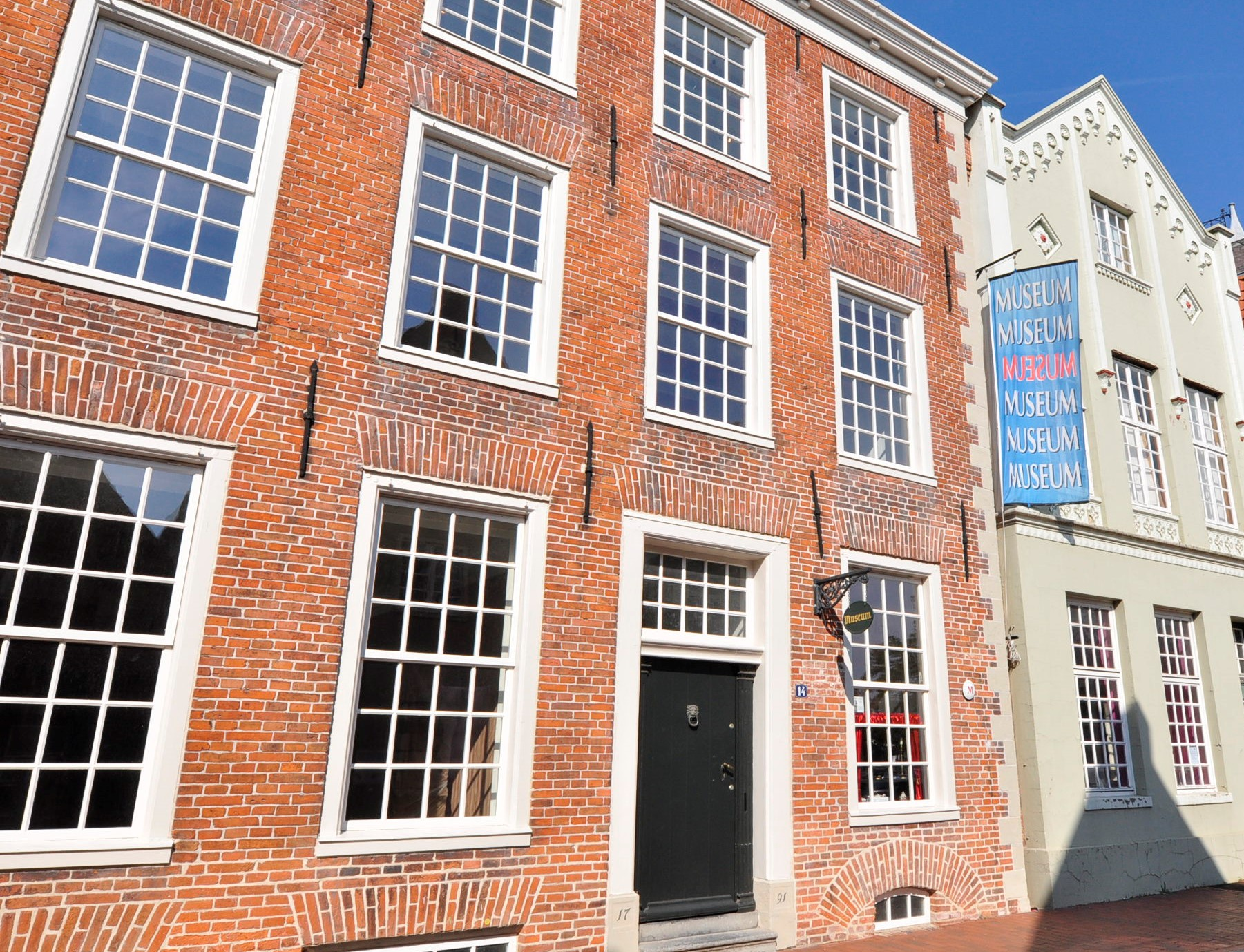
Heimatmuseum Leer

Ausgangspunkt der Sammlung des Heimatmuseums war die Gründung des Altertumsverein 1889, der mit dem Sammeln von „Altertümern“ begann. Dieser wurde 1912 mit dem „Verein für Heimatschutz und Heimatgeschichte“ vereinigt – im selben Jahr eröffnete das erste Museum in der Haneburg, das zwei Jahre später offiziell gegründet wurde. Es bestand zunächst nur aus vier Zimmern, später aus der gesamten Burganlage, die 1919 erworben worden war. 1934 war der Verein gezwungen, die Haneburg an die Stadt zurückzugeben, weil die Nationalsozialisten dort eine „Bauernschule“ einrichten wollten. Von dem Verkaufserlös kaufte der Heimatverein die heutigen Museumsgebäude in der Neuen Straße 12 und 14, zwei ehemalige Pack- und Handelshäuser aus dem 18. Jahrhundert im Stil des niederländischen Klassizismus und richtete dort das Museum neu ein.
Im Februar 1945, kurz vor dem Ende des Zweiten Weltkriegs, beschlagnahmte die örtliche SA-Standarte mehrere Räume des Museums, verlangte die Räumung verbrachte dort neben wenigen Akten „stapelweise Hitler-Bilder, kleinkalibrige Munition, Musikinstrumente und SA-Uniformen“, wie der damalige Museumsleiter Siegfried Siefkes später berichtete. Bei der Eroberung der Stadt Leer durch kanadische und polnische Truppen fanden die Soldaten hier vermeintlich eine Nazi-Zentrale vor und „raubten, was nicht niet- und nagelfest war“ (Siefkes). Es kam zu erheblichen Plünderungen und Zerstörungen an den Museumsstücken.
Nach dem Wiederaufbau, an dem sich Studenten, die nicht an ihre Hochschulen zurück konnten und auch viele Flüchtlinge, unter anderem der Naturforscher und Studienrat Fritz Klimmek beteiligten, konnte das Heimatmuseum im Jahr 1947 wieder für Museumsbesucher öffnen. In den 1950er und 1970er Jahren wurden die Abteilungen permanent erweitert und ergänzt, gleichzeitig wuchs das Bestreben, neue, professionellere Wege in der Vermittlung zu gehen. Ein wichtiger Meilenstein in der jüngeren Geschichte war in den 1970er Jahren die Begleitung der Bürgerproteste gegen die Flächensanierung in der Leeraner Altstadt, denen 50 Jahre danach eine viel beachtete Sonderausstellung im Museum ("Die wilden Siebziger") gewidmet wurde. Im Jahr 2010 wurde dem ehrenamtlich geführten Museum erstmals das Museumsgütesiegel des Museumsverbands Niedersachsen Bremen e.V. verliehen und damit ein weiterer Schritt in der Professionalisierung der Museumsarbeit gewürdigt.
2012 feierte das Heimatmuseum Leer sein 100-jähriges Bestehen. Zu diesem Anlass veranstaltete das Museum vom 6. bis 9. September einen fünftägigen Museums-Marathon – 100 Stunden Programm non-stop.
2018 wurde das Museum erneut mit dem Museumsgütesiegel des Museumsverbands Niedersachsen und Bremen e. V. ausgezeichnet.

## Ausstellung
Die Ausstellungsfläche des Heimatmuseums umfasst rund 1.000 Quadratmeter. Im Gewölbekeller des Museums befindet sich eine Prähistorische Abteilung, die sich mit den früheren Besiedlungsphasen in Ostfriesland auseinandersetzt. Wohnräume verschiedener Zeitperioden und in verschiedenen Wohlstandsklassen werden im Erdgeschoss ausgestellt. Im ersten Stock ist die Schifffahrtsabteilung eingerichtet, auch die heutige Prägung der Stadt Leer durch die Reedereien wird behandelt. Die Geschichte der Stadt Leer wird im zweiten Stock mit mehreren Stadtmodellen dargestellt, weiter oben geht es um die Geschichte der Heringsfischerei in Leer. Regelmäßige Sonderausstellungen bereichern das Ausstellungsangebot.

Objekte im Heimatmuseum Leer
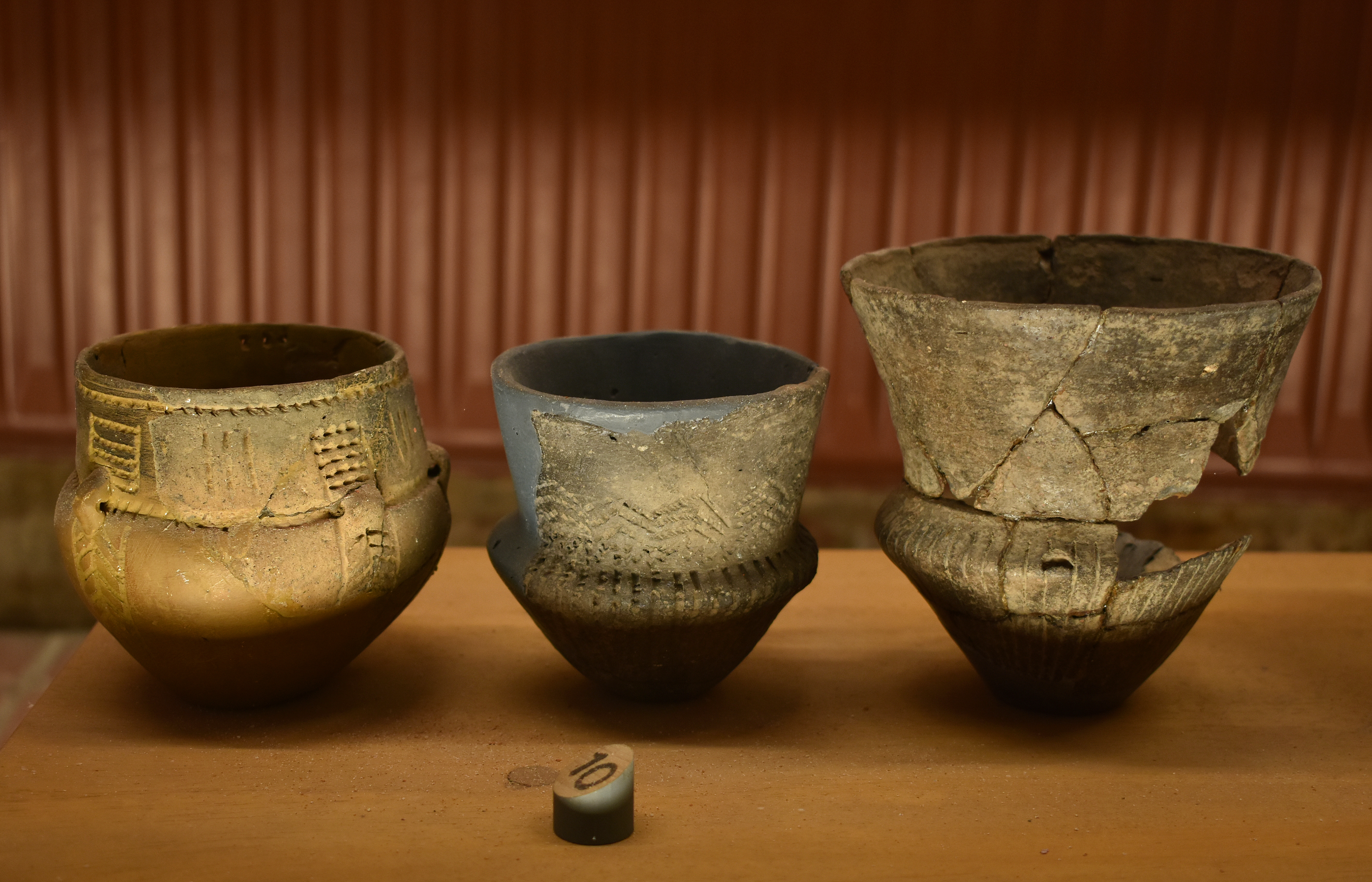
Keramik der Trichterbecherkultur FO: Großsteingrab Tannenhausen
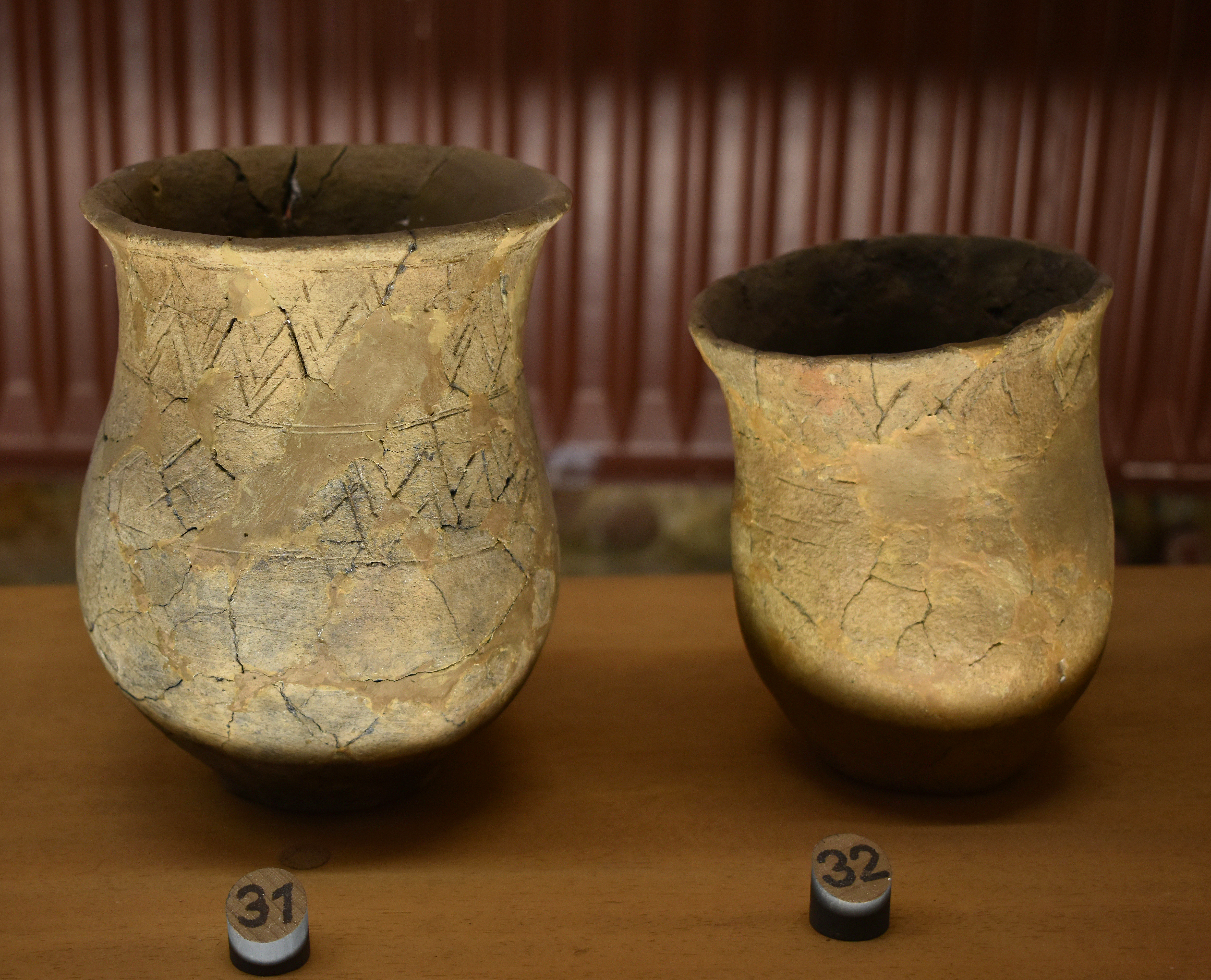
Keramik der Glockenbecherkultur FO: Logabirum
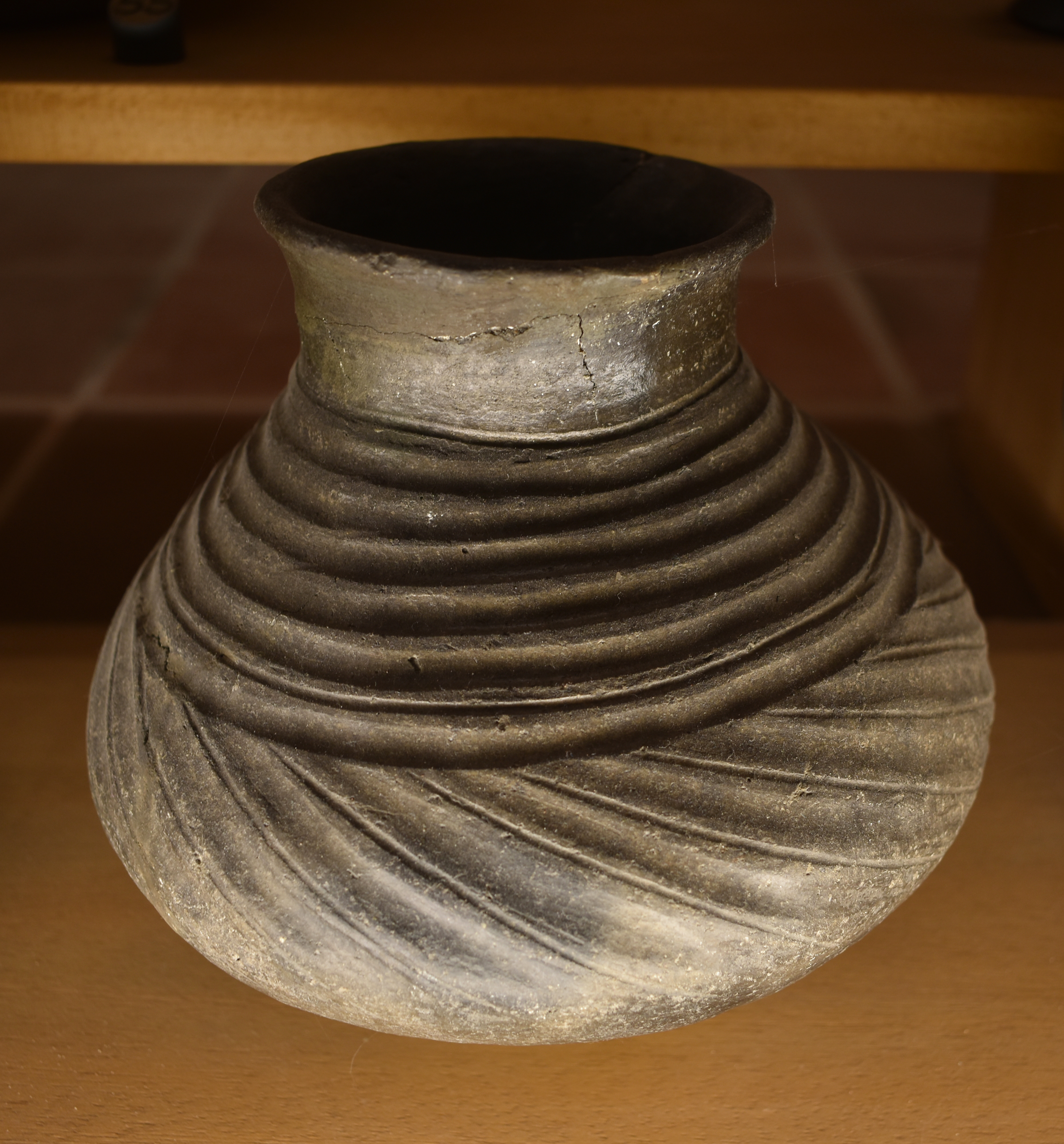
Verziertes Tongefäß der spätrömischen Zeit FO: Holtgast, Wittmund
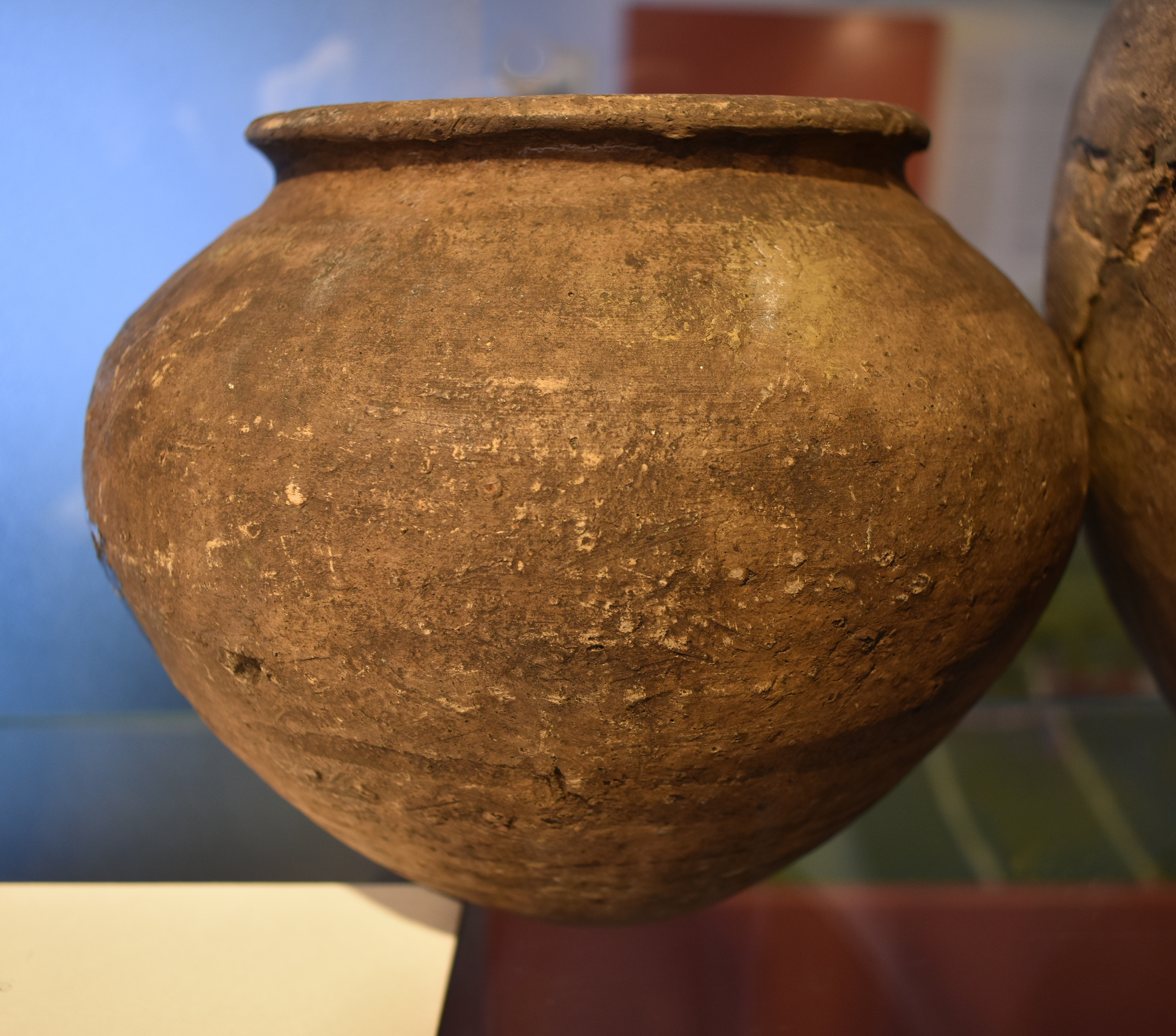
Frühmittelalterliches Gefäß (7. bis 8. Jahrhundert) FO: Brinkum
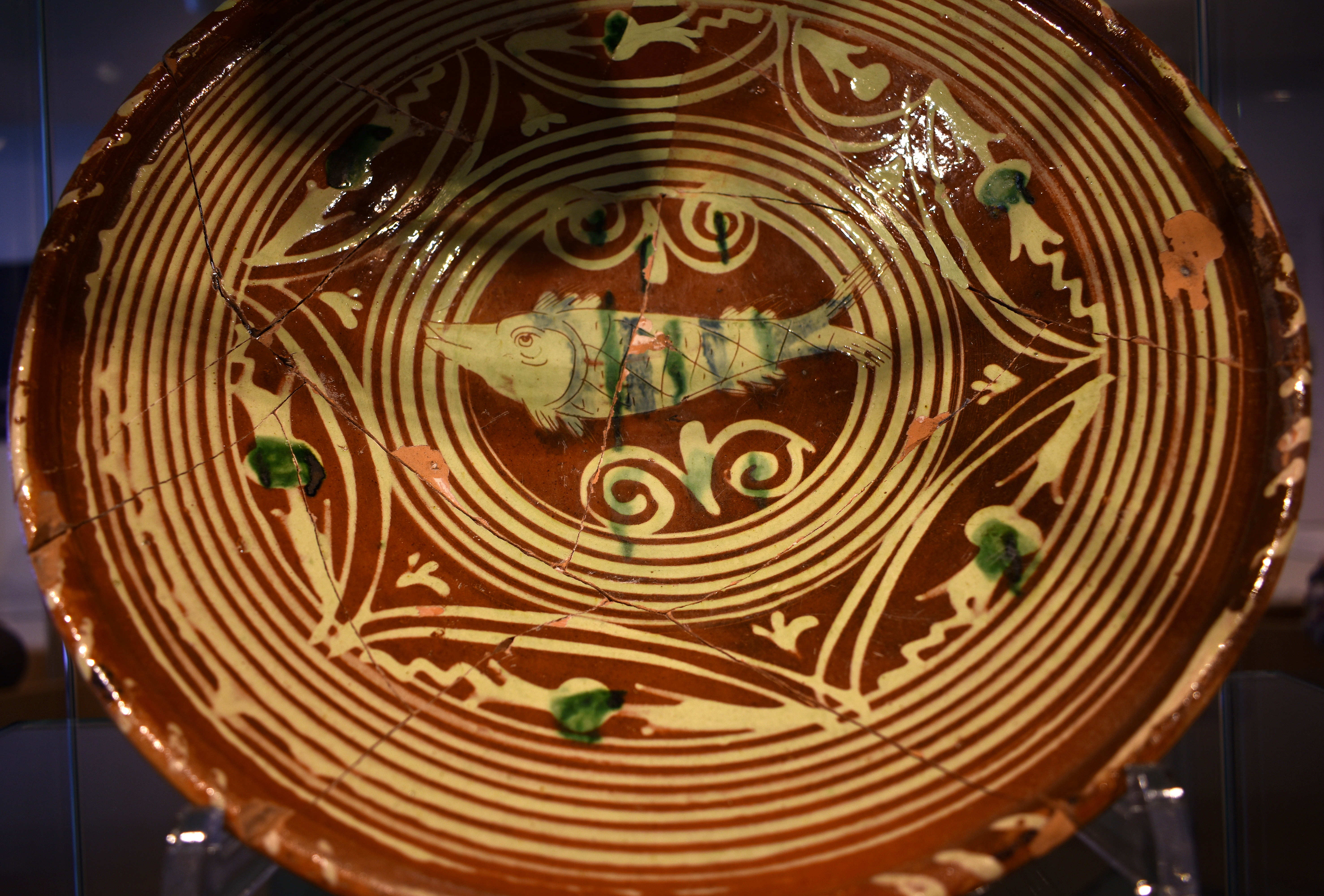
Irdenware des späten 16. bis frühen 17. Jahrhunderts FO: Festung Leerort
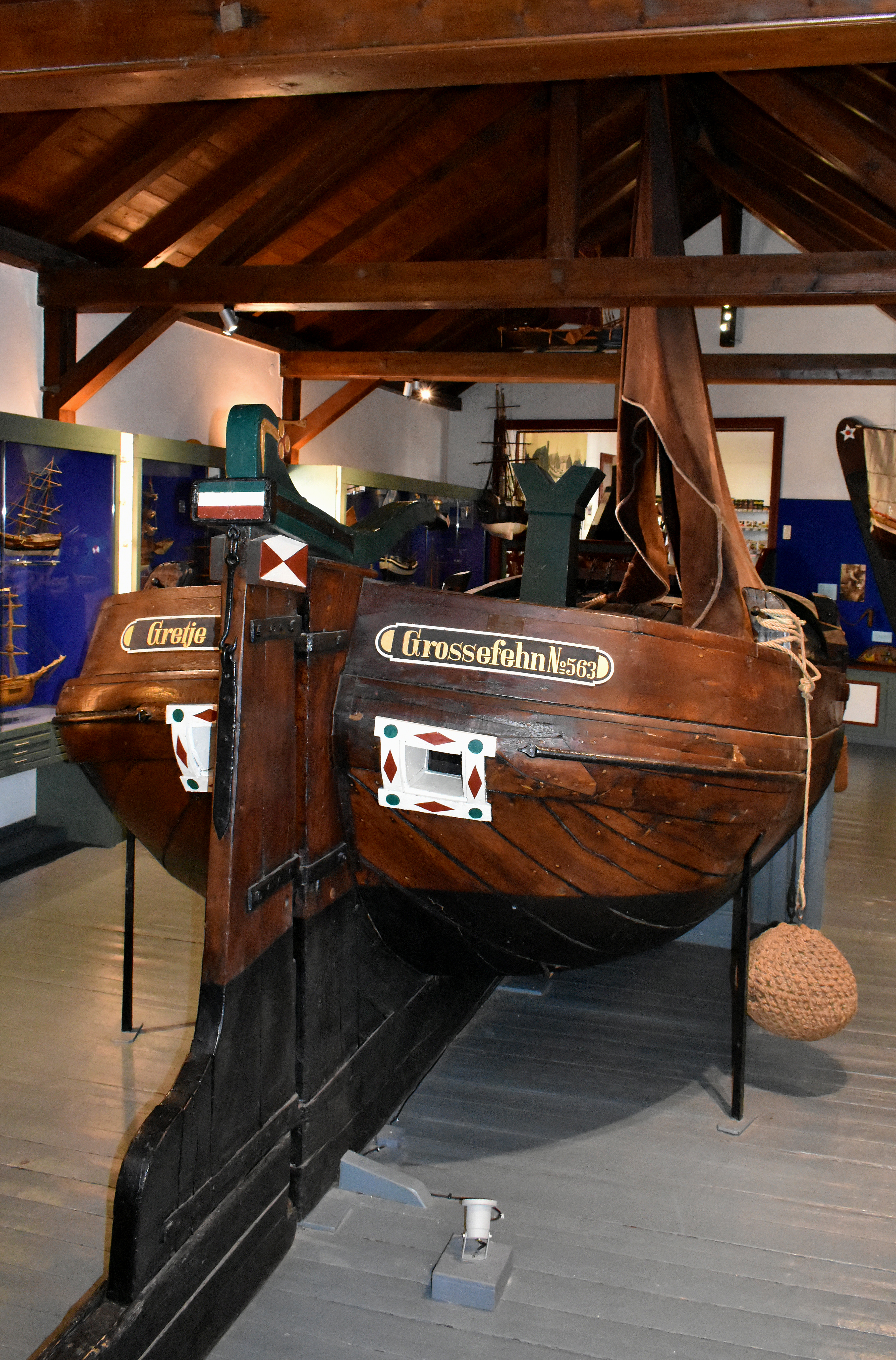
Heckansicht der Binnentjalk „Gretje von Großefehn“ (1906–1936)